# Rowettia goughensis
Rowettia goughensis là một loài chim trong họ Thraupidae.